# Keita Inagaki

a Compétitions nationales et continentales officielles uniquement.

b Matchs officiels uniquement.
Dernière mise à jour le 23 février 2022.
Keita Inagaki (稲垣啓太, Inagaki Keita), né le 2 juin 1990 à Niigata (Japon), est un joueur international japonais de rugby à XV jouant au poste de pilier gauche. Il évolue avec le club japonais des Saitama Wild Knights en League One depuis 2013. Il mesure 1,83 m pour 115 kg.

## Carrière

### En club
Keita Inagaki a commencé par évoluer en championnat japonais universitaire avec son club de Kanto Gakuin University entre 2009 et 2013.
Il a ensuite fait ses débuts professionnels en 2013 avec le club des Panasonic Wild Knights situé à Ōta et qui évolue en Top League. Avec ce club, il remporte la Top League trois années de suite (2014, 2015 et 2016).
En 2014, parallèlement à sa carrière en club, il rejoint la franchise australienne des Melbourne Rebels qui évolue en Super Rugby. Il ne dispute cependant qu'un seul match et quitte la franchise à l'issue de la saison.
Il rejoint en 2016 la nouvelle franchise japonaise de Super Rugby : les Sunwolves.
À la fin de la saison 2015-2016 de Top League, il est retenu dans l'équipe type de la compétition. De même les saisons suivantes en 2016-2017, 2017-2018, 2022 et 2022-2023.

### En équipe nationale
Keita Inagaki joue avec l'équipe du Japon des moins de 20 ans en 2009, et dispute le Championnat du monde junior.
Il obtient sa première cape internationale avec l'équipe du Japon le 15 novembre 2014 à l’occasion d'un test-match contre l'équipe de Roumanie à Bucarest.
Il fait partie du groupe japonais choisi par Eddie Jones pour participer à la Coupe du monde 2015 en Angleterre,. Il dispute les quatre matchs de son équipe, contre l'Afrique du Sud, l'Écosse, les Samoa, et les États-Unis.
Il fait partie du groupe sélectionné par Jamie Joseph pour participer à la Coupe du monde 2019 au Japon. Il dispute les cinq rencontres de son équipe, dont le quart de finale contre l'équipe d'Afrique du Sud. Il marque son premier essai au niveau international lors de la victoire de son équipe face à l'équipe d'Écosse.
Il est appelé dans le groupe japonais pour la préparation de la Coupe du monde 2023. Il est ensuite retenu dans la sélection finale pour le Mondial,.

## Statistiques en équipe nationale
- 38 sélections
- 5 points (1 essai)

- Participations à la Coupe du monde en 2015 (4 matchs) et 2019 (5 matchs).

## Palmarès

### En club
- Wild Knights
  - Vainqueur du Championnat du Japon en 2014, 2015, 2016, 2021 et 2022.
  - Finaliste du Championnat du Japon en 2018 et 2023.
  - Vainqueur du All Japan Championship en 2014.

### Distinctions personnelles
- Membre de l'équipe type du Championnat du Japon en 2016, 2017, 2018, 2022 et 2023